# Diplopleurus nanyukensis
Diplopleurus nanyukensis – gatunek chrząszcza z rodziny kusakowatych i podrodziny rydzenic.
Gatunek ten opisał po raz pierwszy w 1996 roku Roberto Pace na łamach „Revue suisse de Zoologie”. Jako lokalizację typową wskazano okolice Hulmes Bridge w Nanyuki w kenijskim hrabstwie Laikipia.
Chrząszcz o błyszczącym, wydłużonym w zarysie ciele długości 4,4 mm. Głowa jest rudobrązowa, o głębokim i zmniejszającym się ku przodowi punktowaniu, opatrzona guzkiem między czułkami. Czułki mają człony pierwszy i drugi żółtoczerwonawe, a człony pozostałe rude. Rudobrązowe przedplecze ma duże bruzdy boczne, w tylnej części przerwane słabą zmarszczką. Powierzchnia przedplecza jest ziarenkowana znacznie gęściej niż u podobnego D. excavatus. Rudobrązowe pokrywy mają wyraźne ziarenkowanie. Kolor odnóży jest rudożółty. Odwłok jest rudobrązowy z żółtorudymi tylnymi krawędziami wolnych urotergitów pierwszego, drugiego i trzeciego.
Owad afrotropikalny, znany wyłącznie z Kenii. Spotkany na rzędnych 1700 m n.p.m.